# 敘利亞LGBT權益
女同性戀、男同性戀、雙性戀與跨性別者在敘利亞的權益不受法律保障。在敘利亞，同性性行為是犯罪行為，可被處以三年以上有期徒刑。此外，敘利亞政府也鎮壓國內的LGBT權利遊行，完全禁止LGBT權利運動的存在。

## 同性性行為相關法律歷程
根據1949年制定的敘利亞刑法第520條，「違反自然律法的肉體欲望」是犯罪行為。敘利亞警察的執法細節尚不得而知，但曾有報導指出敘利亞警方曾在2010年3、4月間突襲多個男同志派對現場，在最後一次突襲時逮捕25人。敘利亞檢察官以「同性性行為」對大部份被捕者提起公訴，但也有少部份是因持有非法藥物、進行藥物買賣而被起訴。許多被逮捕者都在派對上進行生平第一次性行為，這些人遭警方拘留禁見，並拒絕保釋。敘利亞警方還指控若將他們釋放出來，將「對他們的家人和鄰居造成嚴重威脅」。
敘利亞在2003年曾於聯合國人權理事會上對一個和性傾向有關的人權草案投反對票。該草案對全球所有侵犯人權的行為表達關切，強調人權和基本自由是每個人與生俱來的權利，並呼籲每個國家應保障所有國民有相同的權利，不分性傾向的差別。

## 跨性別者權益
2004年，敘利亞婦女海芭（Hiba）成為第一位獲得變性手術許可的敘利亞人。

## 健康照護權益

### 愛滋病
愛滋病在敘利亞是一個禁忌的議題。敘利亞的第一起愛滋病例發現於1987年，當時政府已採取防疫情擴散措施。2005年，敘利亞衛生部指出敘利亞國內只有396名愛滋病毒感染者，而政府「提供最新的藥物以打擊疾病」。但非政府組織則認為敘利亞國內至少有五倍未曝光的感染者，並抨擊聯合國在預防疾病上執行不力。
敘利亞目前已授權部份診所進行愛滋病篩檢與散發宣導預防手冊，但仍拒絕實施全面性的愛滋病預防教育。